# Lúcio Valério Messala Voleso
Lúcio Valério Messala Voleso (em latim: Lucius Valerius Messalla Volesus) foi um senador romano da gente Valéria eleito cônsul em 5 juntamente com Cneu Cornélio Cina Magno. Era filho de Potito Valério Messala, cônsul sufecto em 29 a.C. e prefeito urbano.

## Carreira
Voleso serviu primeiro como triúnviro monetário e depois como procônsul da Ásia antes do consulado. No final de sua carreira, Voleso foi acusado de julgado e condenado por crimes contra as populações que governou. Segundo Tácito, o próprio imperador Augusto escreveu sobre a queda de Lúcio Voleso em seu livro "De Voleso Messala", hoje perdido. Conta-se que chegou a mandar decapitar 300 pessoas em um único dia e que teria cavalgado sobre elas afirmando tratar-se "de um espetáculo real ou mais que real, já que nenhum rei o havia feito antes".